# Rue Félix-Esclangon
Place de Sfax
La rue Félix-Esclangon est une voie publique de la commune française de Grenoble. Située en partie dans le  quartier Presqu'île (Grenoble) et dans le quartier Europole.
Cette voie qui traverse la place de Sfax au niveau de Minatec et de la Cité scolaire internationale Europole est une artère importante de ces deux quartiers car elle est orientée selon un axe nord-sud, permettant ainsi de les relier.

## Situation et accès

### Situation

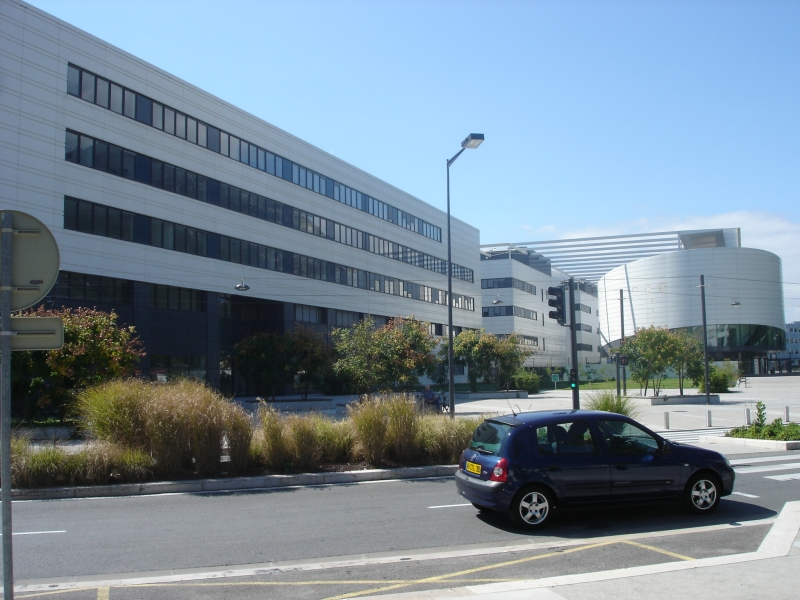
Le bâtiment de Minatec, le parvis Louis Néel et la rue Félix-Esclangon, au premier plan

La rue Félix-Esclangon est une rue à 2x2 voies qui débute au niveau du Pont Esclangon, lequel franchit le Drac et l’autoroute A480, pour se terminer place Nelson Mandela, après avoir notamment traversé la place de Sfax, située entre le parvis (dédié à Louis Néel) du complexe scientifique grenoblois Minatec et l'établissement scolaire de la cité Internationale Europole de Grenoble.

### Accès
La rue Félix-Esclangon et la place de Sfax sont essentiellement desservies par la ligne B du réseau de tramway de l'agglomération grenobloise avec une station : Cité internationale, située au niveau de la place, desservant ainsi la cité scoalire et Minatec. 
Selon les références toponymiques fournies par le site Géoportail de l'Institut géographique national, la rue du Vercors qui permet de rejoindre directement une bretelle d'accès à l'autoroute A480 menant à Lyon se situe au début de son cours. La rue Félix-Esclangon est relativement proche de la gare de Grenoble dont elle est séparée par la rue Pierre Sémard.

## Origine du nom
Cette voie porte le nom de Félix Esclangon (1905 - 1956), ancien directeur de l'Institut polytechnique de Grenoble. Nommé, en 1940, il est le successeur du doyen René Gosse et le prédécesseur de Louis Néel dans cette fonction.
Selon Claude Muller, historien et auteur d'un ouvrage sur les rues de Grenoble, la voie a reçu ce nom lors d'une délibération du conseil municipal de Grenoble, le 9 mai 1961.

## Historique

Plan de Grenoble dessiné par François Meunier en 1894

Le dépôt de Grenoble de la compagnie PLM était situé dans la partie nord-ouest du triangle représenté par les voies de la gare de Grenoble, le canal de Fontenay qui a été recouvert et remplacé par rue Félix-Esclangon et la Rue Pierre-Semard. Ce canal est en fait un canal usinier permettant les de drainer les eaux de ce secteur dont notamment celle de la première usine à gaz de la ville.
Selon un plan de la ville de Grenoble, publié en 1894, un chemin plus étroit et longeant ce canal portait le nom de rue de l'usine à gaz empruntait une partie du cours actuel de cette rue.

## Établissements publics et privés

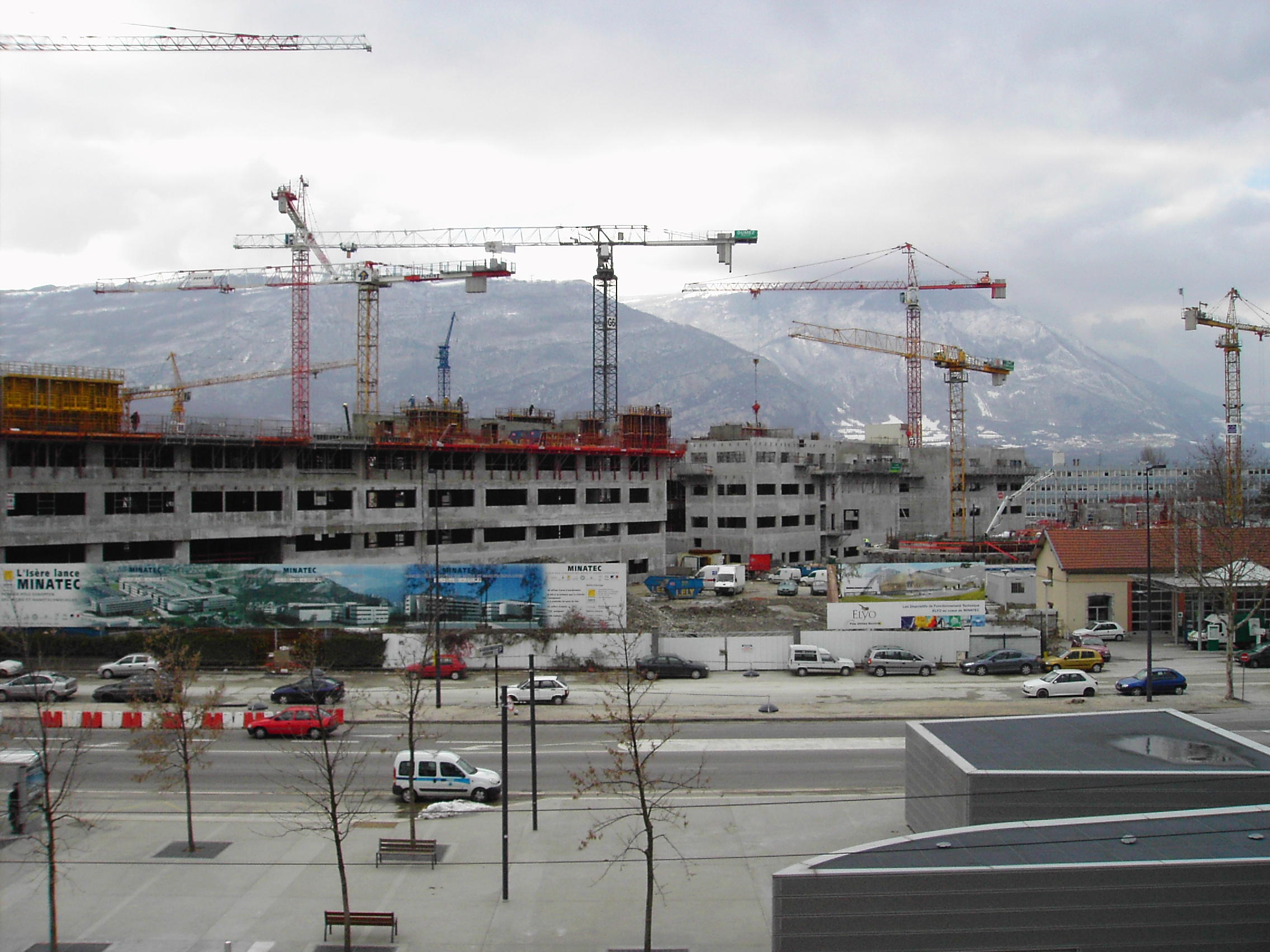
La rue Félix-Esclangon et le chantier minatec en avril 2005

La rue abrite un des espaces verts de Grenoble, le square Moucherotte
- No 49 Le site actuel de GEG correspond à l'ancien emplacement de la première usine à gaz de Grenoble implantée en 1856. La régie municipale de gaz et d'électricité de Grenoble est créée sur ce même emplacement en 1946[5].
- No 75 L'entrée principale de l'École nationale supérieure de physique, électronique, matériaux (Grenoble INP - Phelma), membre de l'institut polytechnique de Grenoble.
- L'entrée principale du Laboratoire d'électronique et de technologie de l'information du CEA ou CEA-Leti  se situe sur son cours et la liaison blanc-blanc (LBB), une navette automatique entre Minatec et de CEA-Leti est visible depuis cette voie.
- La Cité scolaire internationale Europole de Grenoble est situé à l'angle de cette rue au niveau du  No 4 de la place de Sfax
- Parvis Louis Neel ou se situe l'entrée principale de Minatec, un complexe scientifique d'envergure européenne rattachée au polygone scientifique de Grenoble